# 剱澤小屋
剱澤小屋（剣沢小屋、つるぎさわごや）は、富山県中新川郡立山町芦峅寺（あしくらじ）にある山小屋。剱岳最古の山小屋である。

## 概要
剱沢の源流部のカールの底（別山平）に位置する。標高は約2,535メートルである。
初代・佐伯源次郎（本名：源之助）が大阪毎日新聞社による山小屋新設の責任者として、1922年（大正11年）に剱沢に入り、2年後の1924年（大正13年）7月に山小屋が完成した。初期の文献では剱ノ小屋、剱小屋、源次郎の小屋などと称された。
1930年（昭和5年）1月の雪崩で壊滅的な被害を受け、登山者とガイドの計6名が亡くなった（剱沢小屋雪崩事故）。その後、何度か移築や改築がされている。
2017年（平成29年）2月現在、木造平屋建て（屋根は野地板、防水シート、金属板）の建物で、立山町観光協会の宿泊施設収容人数では収容人数は64人である。

## 位置
|            | 標高と行程 | 標高と行程 |
| ---------- | ---------- | ---------- |
| 剱岳       | 2,999 m    | 2,999 m    |
|            | ▲ ▼40分    |            |
| 平蔵のコル | 約2,830 m  | 約2,830 m  |
|            | ▲1時間20分 | ▼1時間10分 |
| 武蔵のコル | 約2,570 m  | 約2,570 m  |
|            | ▲30分      | ▼20分      |
| 剣山荘     | 約2,475 m  | 約2,475 m  |
|            | ▲20分      | ▼25分      |
| 剱澤小屋   | 約2,535 m  | 約2,535 m  |
|            | ▲40分      | ▼1時間     |
| 剱御前小舎 | 約2,750 m  | 約2,750 m  |